# Tack ska du ha
Tack ska du ha är en humoristisk sång skriven av Karl Gerhard med musik av Jules Sylvain. Hela titeln anges ibland som Tack ska du ha, Karl Gerhard heter jag eller Tack ska du ha, Jonsson heter jag (med någon stavningsvariant på namnet) - Karl Gerhard hette Johnson i efternamn tills han bytte till sitt artistnamn och kom att heta Gerhard i efternamn på riktigt - och texten kan även lyda "Kalle heter jag". Gerhard spelade in den på 78-varvare 1938, på skivmärket His Master's Voice, och sjöng den sen i Karl Gerhards jubileumsrevy samma år.
Visan har som genomgående tema att lägga bort titlarna och bli du och bror. Första versen utgår från ett fiktivt möte med Per Albin Hansson, med utgångspunkt från att denne sagt i en intervju att alla fick dua honom.